# Kellie Shanygne Williams

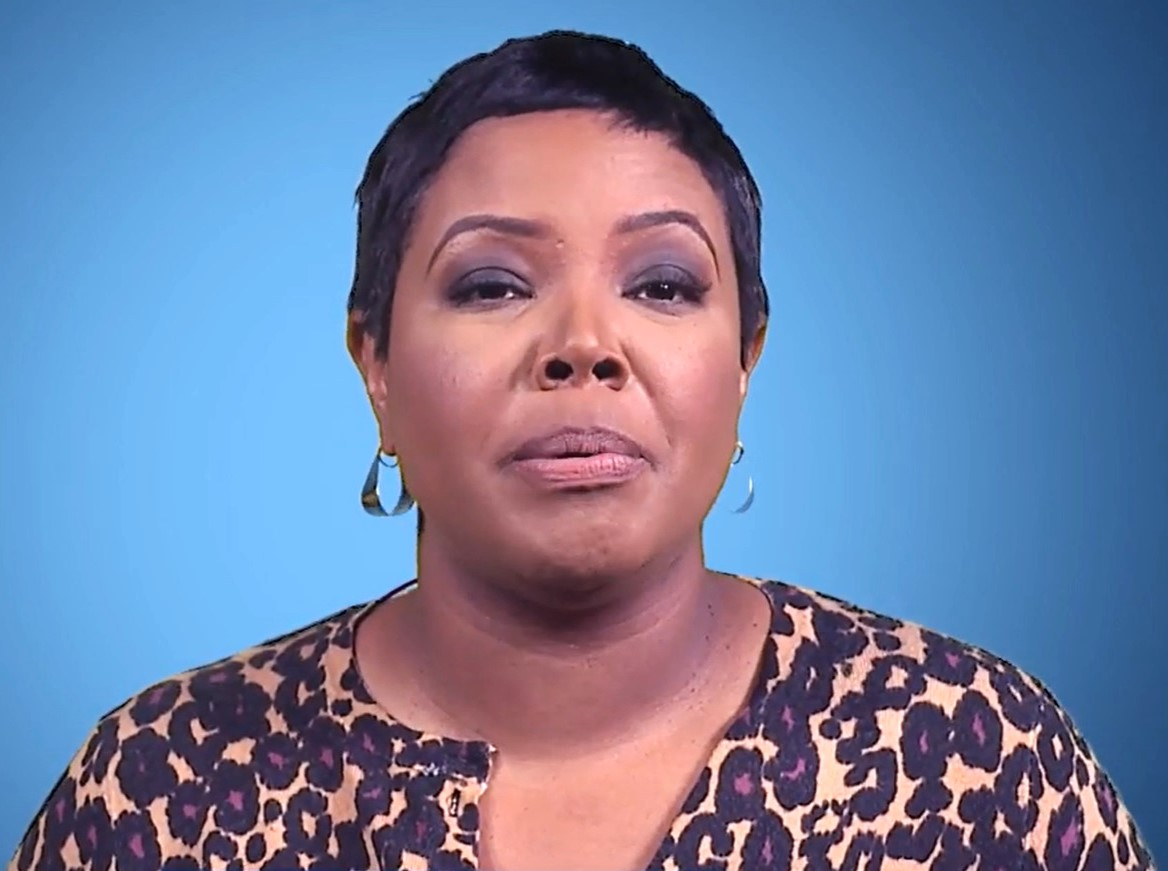
Kellie Shanygne Williams, 2019

Kellie Shanygne Williams (* 22. März 1976 in Washington, D.C.) ist eine US-amerikanische Schauspielerin.

## Karriere
Kellie Shanygne Williams begann ihre Karriere als Kindermodel für Kleidung. Im Alter von vier Jahren nahm sie Schauspielunterricht und hatte ihre erste Bühnenrolle mit sechs Jahren in Cousins, einer regionalen Produktion. Nachdem sie am Unterricht des Howard University Children's Theater teilgenommen hatte, trat sie in TV-Werbespots und Theaterstücken, darunter in Joe Turner's Come and Gone, The Colored Museum, Butterfingers Angel, Goin' Home und The Bacchae auf. Sie hatte Rollen und Auftritte in Mimes and Yarns beim internationalen Drama Festival in Dundalk, Irland und in Pure Energy in Nassau. Seit 1989 spielte sie mit Laura Winslow in Alle unter einem Dach ihre bekannteste Rolle. Diese Rolle erhielt sie bei einer landesweiten Suche im Alter von 12 Jahren, nachdem ihr Vater ein Videoband einschickte. Nach neun Jahren wurde die Serie 1998 aus verschiedenen Gründen eingestellt.
Im Fernsehen trat Williams ferner bei Celebration in Honor of Dr. Martin Luther King, Jr., Luther's Choice und der Sitcom Moesha (1996, 1998) auf. In den Kinofilmen Suspect – Unter Verdacht 1987 mit Cher und Dennis Quaid, Men Don't Leave 1990 mit Jessica Lange und 1998 in Abgefahren (Ride) wirkte Williams mit. Daneben war sie Gastmoderatorin für eine der Arts and Entertainment Network's erfolgreichsten Programme An Evening at the Improv und für MTV Videos with Idalis, Jams Video Countdown und Summer Beach Party. Zudem hatte sie mehrere Gastauftritte im Fernsehen unter anderem in Live with Regis and Kathie Lee und 1992 in The Jon Stewart Show. Des Weiteren managt sie die Rhythm-and-Blues-Musikgruppe Amari, eine Gruppe junger Frauen aus ihrer Heimatstadt.
Kellie Shanygne Williams wohnt in Los Angeles und ist seit 2009 mit ihrem Mann Hannibal S. Jackson verheiratet, beide haben zusammen eine Tochter (* 2010) und einen Sohn (* 2012). Im Weihnachtsfilm A Family Matters Christmas aus dem Jahr 2022 spielen Jo Marie Payton und Kellie Shanygne Williams erstmals seit dem Ende von Alle unter einem Dach wieder Mutter und Tochter als Henriette und Kelis. Der Film hat jedoch nichts mit der Serie zu tun. Kellies leibliche Tochter Hannah Belle spielt darin ihre Tochter Hailey.

## Filmografie
- 1989–1998: Alle unter einem Dach (Family Matters, Fernsehserie, 214 Folgen)
- 1996, 1998: Moesha (Fernsehserie, Folgen 1x09, 4x07)
- 1997: Oddville, MTV (Fernsehserie, 1 Folge)
- 1998: Abgefahren (Ride)
- 1999: After All (Fernsehfilm)
- 2000–2001: What About Joan (Fernsehserie, 21 Folgen)
- 2002: Girlfriends (Fernsehserie, Folge 3x08)
- 2003: Die Parkers (The Parkers, Fernsehserie, Folge 5x10)
- 2005: In the Mix
- 2006: Eve (Fernsehserie, 3 Folgen)
- 2009: Steppin: The Movie
- 2011: Aide-de-Camp (Kurzfilm)
- 2020: Christmas in Carolina
- 2022: A Family Matters Christmas[1]
- 2024: The Ms. Pat Show (Fernsehserie, Folge 4x08)
- 2024: Christmas at Xander Point

## Auszeichnungen
- 1993 wurde sie mit der Aufnahme in die Hall of Stars der Prince George's County (MD) Schule der Künste für ihre herausragenden akademischen und schauspielerischen künstlerischen Leistungen geehrt.
- 1994 erhielt sie vom Touchdown Club of Washington den Timmie-Preis für ihre Leistungen und Teilnahme an erziehungs- und menschenfreundlichen Projekten.
- 1995 bekam sie von der RJR Nabisco Company den 1995 Role Model of the Year Excellence Award (Vorbild des Jahres-Preis) für ihren positiven Einfluss auf Kinder und junge Erwachsene durch ihre Fernseharbeit und gemeinnützigen Bemühungen.